# Catedral de Arequipa
La Catedral de Arequipa (también conocida como Catedral basílica de Arequipa) es considerada uno de los primeros monumentos religiosos del siglo XVII en Arequipa.

## Características
Fue construida con ignimbrita (piedra de origen volcánico), y bóvedas de ladrillo; es el santuario principal de la ciudad ocupando todo el lado norte de la Plaza de Armas. Construida totalmente en sillar, exhibe un estilo neorrenacentista con cierta influencia gótica. Su fachada está constituida por setenta columnas con capiteles corintios, tres portadas y dos grandes arcos laterales. Está rematada por dos altas torres renacentistas y estilizadas.
En su interior se encuentra el altar mayor, hecho con mármol de Carrara, confeccionado por Felipe Maratillo. En la nave central destaca el incomparable púlpito tallado en madera de encina por el artista Buisine Rigot, en Lille, Francia, y se ve a Cristo derrotando a la serpiente maligna. Al fondo hay un órgano de origen belga, cuyo valor radica en ser uno de los más grandes de América del Sur. La capilla del Señor del Gran Poder es muy frecuentada por los lugareños.
En 1844 fue destruida por un incendio y reconstruida en 1868 por el arquitecto arequipeño Lucas Poblete. Es de estilo neoclásico y los ingresos al templo se ubican en las naves laterales. La basílica fue duramente golpeada por el terremoto del año 2001, que afectó seriamente sus torres.

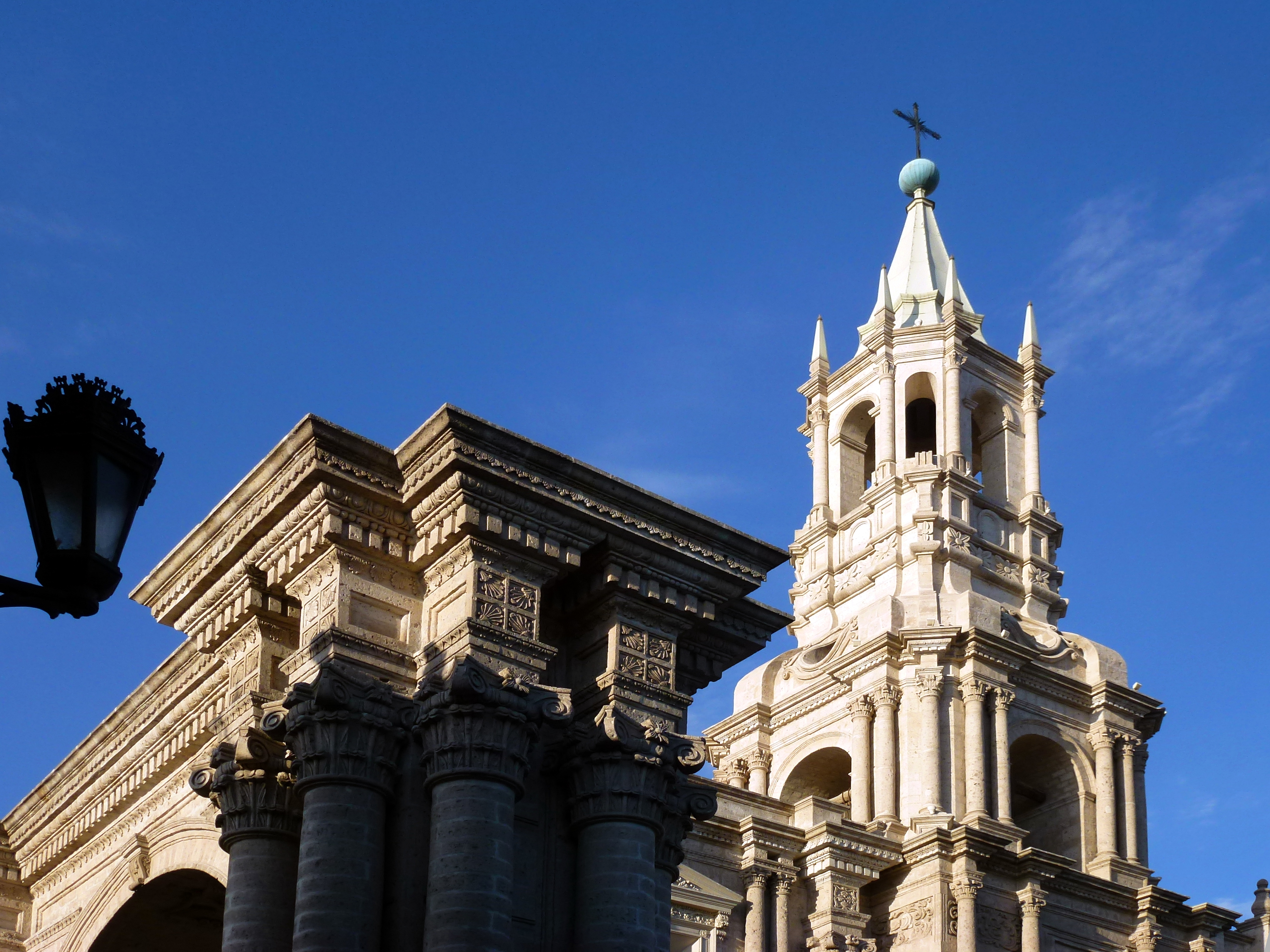
Detalle de la Catedral

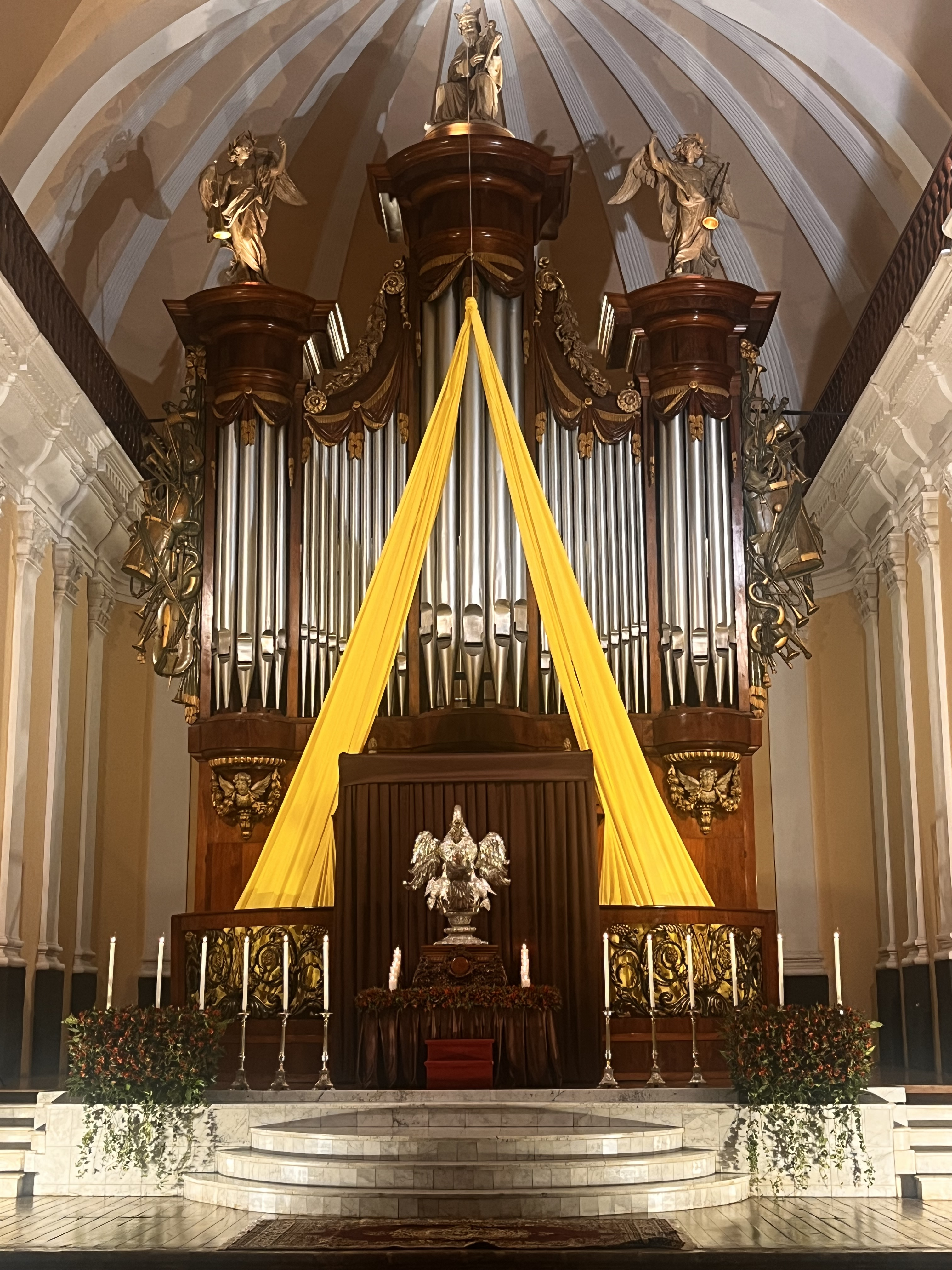
Órgano de Loret de la Catedral

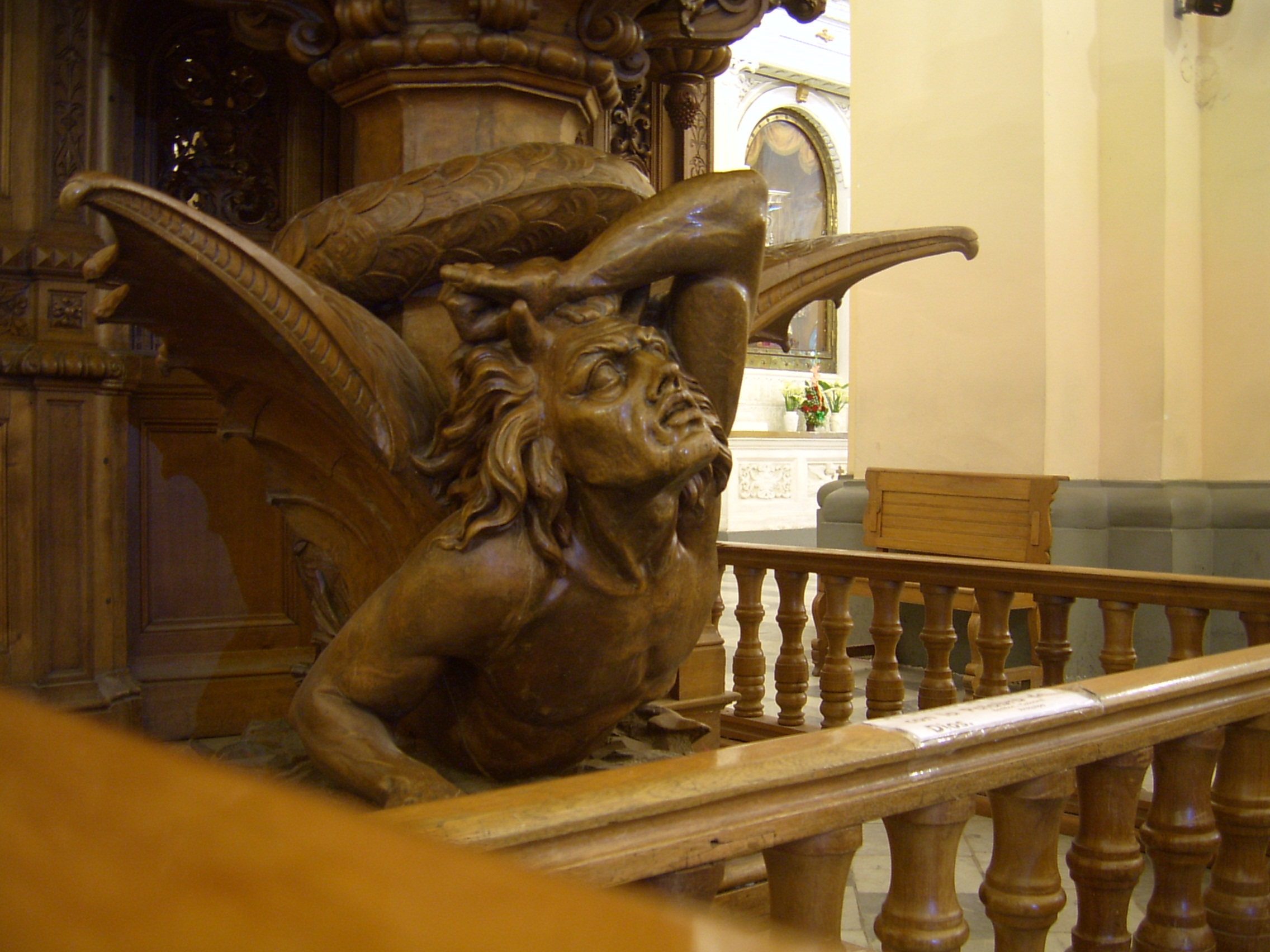
Detalle del demonio tallada en madera.

La edificación fue reconstruida tras el incendio del año 1844. La construcción es neoclásica. El templo está decorado con un gran órgano de origen belga (es uno de los más grandes de Sudamérica), una gran lámpara de origen sevillano, un púlpito neogótico francés, mármoles de Carrara y tallas de madera europea. También posee tesoros en orfebrería como dos custodias de oro y brillantes.

## Historia
Se construyó en 1541 la iglesia, como parroquia del Obispado del Cusco, siendo su titular el obispo Vicente de Velarde. Esta iglesia se ubicaba donde hoy está la catedral, que fue construida sobre los cimientos de la anterior templo colonial, que fue concluido en 1656 y destruido por un incendio en 1844.

### Cronología

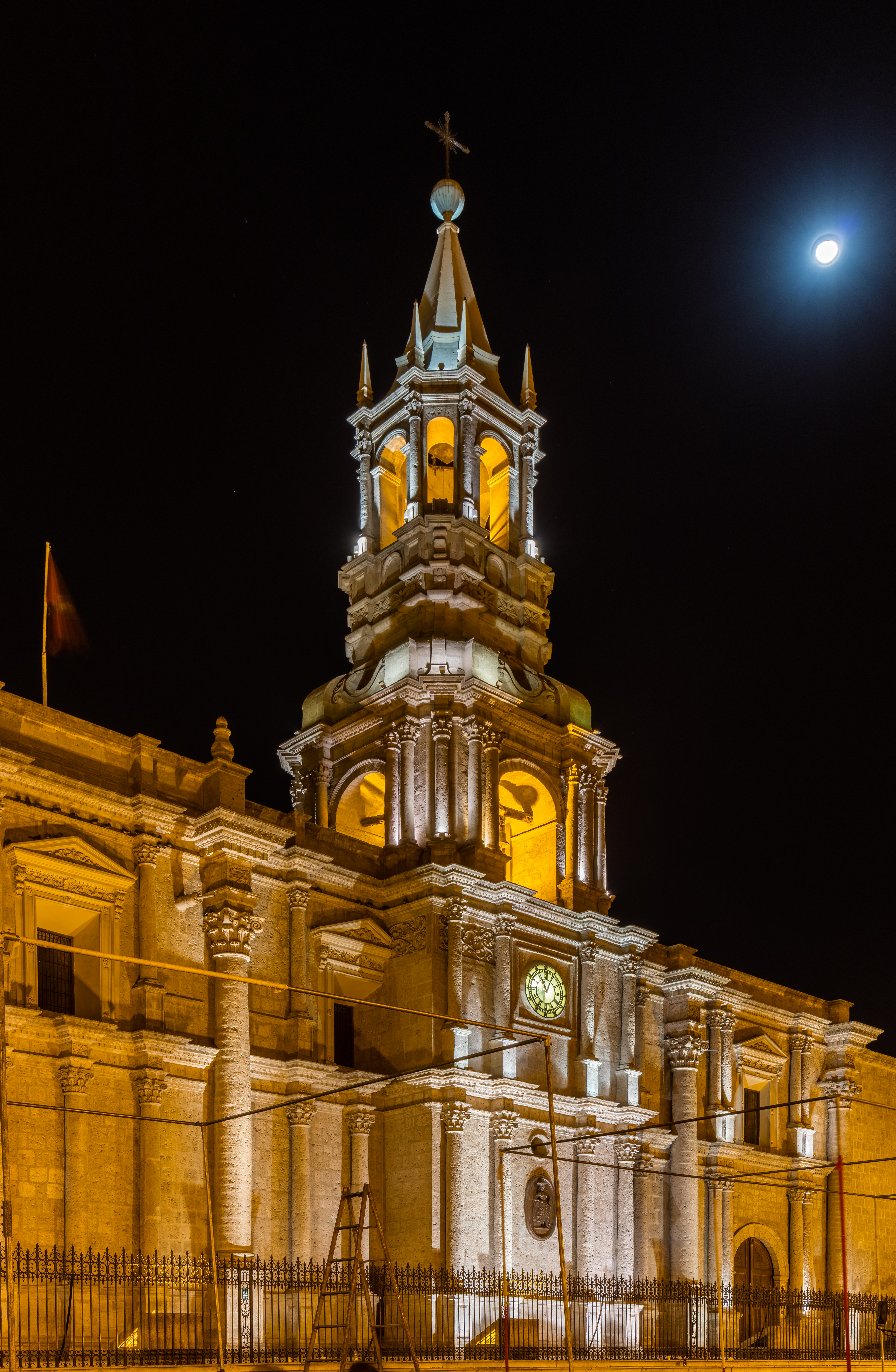
Vista del campanario.

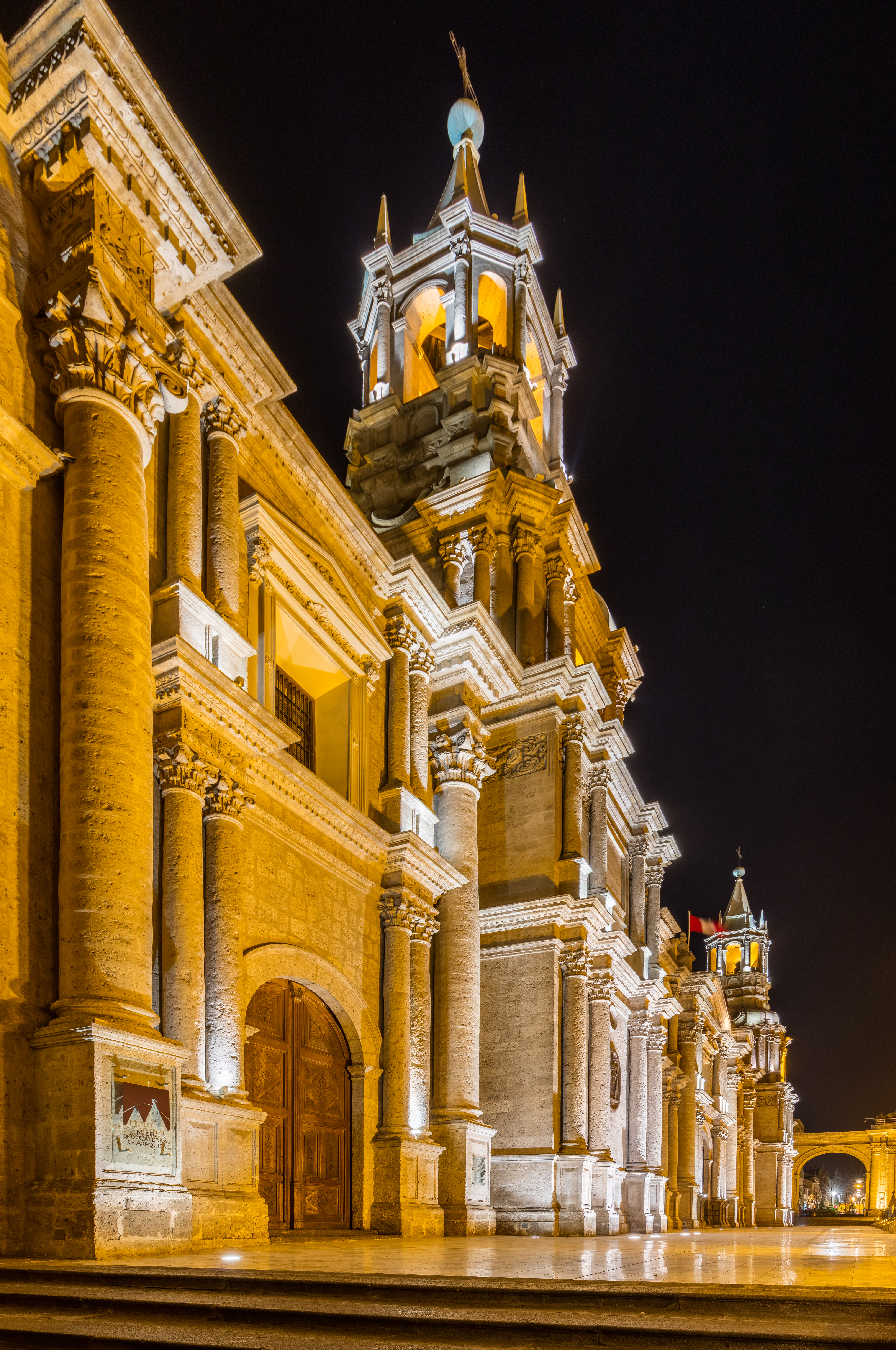
Vista lateral de la fachada.

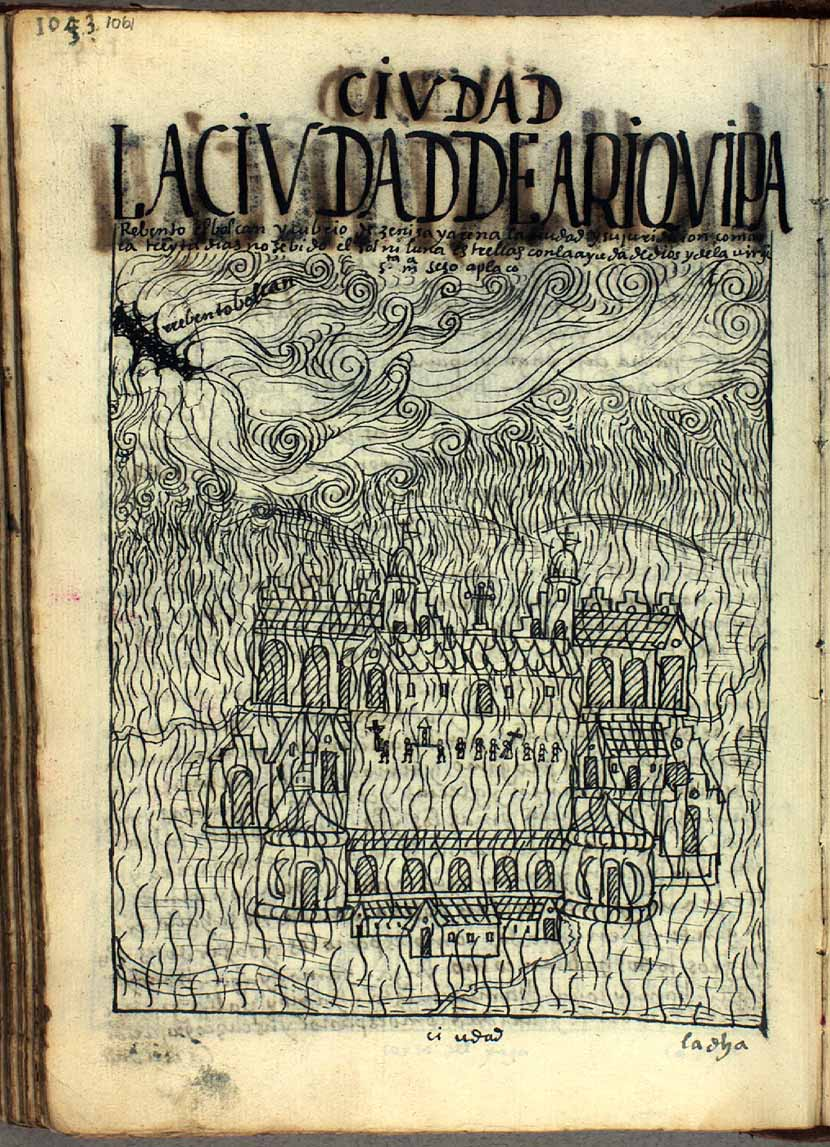
La ciudad de Arequipa cubierta de ceniza.

- 15 de agosto de 1540: la ciudad fue fundada por Garci Manuel de Carbajal. La construcción de la Catedral comenzó en esta misma fecha. El Acta de Fundación dice: «… en el nombre de su majestad el Gobernador Francisco Pizarro, fundó el hermoso pueblo en el valle de Arequipa, en la sección Collasuyo, sobre el río borde, en su nombre puso la cruz, en el lugar señalado para la Iglesia; Puso el lucio en la plaza del pueblo, que declaró haría en el nombre de su majestad… »
- 14 de febrero de 1544: los representantes del Consejo, Justicia y Dirección de la ciudad firmó un contrato con el arquitecto Pedro Godínez, entonces regente de la ciudad y commender de San Juan Bautista de Characato, y los carpinteros Juan Rodríguez y Gregorio Álvarez a construir la iglesia.
- Septiembre de 1544: Miguel Cornejo, el alcalde de la ciudad, asignado la construcción del portal para el capitán Toribio de Alcaraz, que de acuerdo para construir usando rocas blancas petrificadas de lava volcánica (sillar). La iglesia es construcción con 2 secciones principales.
- 22 de enero de 1583: un terremoto destruyó la iglesia a escombros.
- 1590: se decidió reconstruir la principal iglesia, y esto es asignado a Gaspar Báez, que es ayudado por varios funcionarios y español muchos centenares de "Mitayo" indios. El nuevo diseño tendrá 3 secciones, arcos y bóvedas de ladrillo.
- Febrero de 1600: cuando la construcción estaba casi terminado, la violenta erupción del Huaynaputina estratovolcán (también conocido como Quinistaquillas o Omate), junto con varios terremotos y una lluvia de cenizas, destruyen parte de la estructura.
- 1604: otro terremoto destruyó por completo lo que restaba de la estructura.
- 1609: la Bula del Papa Paulo V crea la Diócesis de Arequipa, separándola de la Diócesis de Cuzco. En Arequipa, los católicos se habían empobrecido desde la erupción volcánica, pero igual se decidió reconstruir la Catedral.
- 27 de enero de 1621: se le asigna a Andrés de Espinoza la construcción de la Catedral.
- 1628: muere Espinoza.
- 1656: se termina la construcción de la catedral. Tuvo 3 secciones, 180 pies de largo por 84 pies de ancho (84,86 m por 25,6 m), 8 pilares, 5 capillas, 22 arcos, 15 bóvedas de ladrillo.
- 1666: terremoto. Algunos daños y perjuicios, pero no daños estructurales. La reconstrucción comenzó de inmediato.
- 1668: terremoto. Algunos daños y perjuicios, pero no daños estructurales. La reconstrucción comenzó de inmediato.
- 1687: terremoto. Algunos daños y perjuicios, pero no daños estructurales. La reconstrucción comenzó de inmediato.
- 1784: terremoto. Algunos daños y perjuicios, pero no daños estructurales. La reconstrucción comenzó de inmediato.
- 1 de diciembre de 1844: hubo un gran incendio en la Catedral. El fuego destruyó varias partes de la iglesia y muchas pinturas, esculturas y muebles, así como varias bóvedas y pilares.
- 15 de diciembre de 1844: inician las obras de reconstrucción, bajo la dirección del obispo José Sebastián de Goyeneche y Barreda, y su hermano Juan Mariano de Goyeneche. La dirección técnica fue encomendada al arquitecto Lucas Poblete. Una parte de ella fue reconstruida sobre la antigua iglesia de San Juan (destruido en 1784).
- 1850: el obispo Goyeneche encargó, a su costa, la producción de varias joyas y piezas para adornar la Catedral al joyero español Francisco Moratilla, que entonces era joyero de la Reina de España. Los sobrinos del Obispo (el conde de Guaqui, las duquesas de Goyeneche y de Gamio y José Sebastián de Goyeneche) regalaron a la catedral el altar mayor (el cual todavía existe), que fue instalado por un arquitecto italiano de apellido Guido.

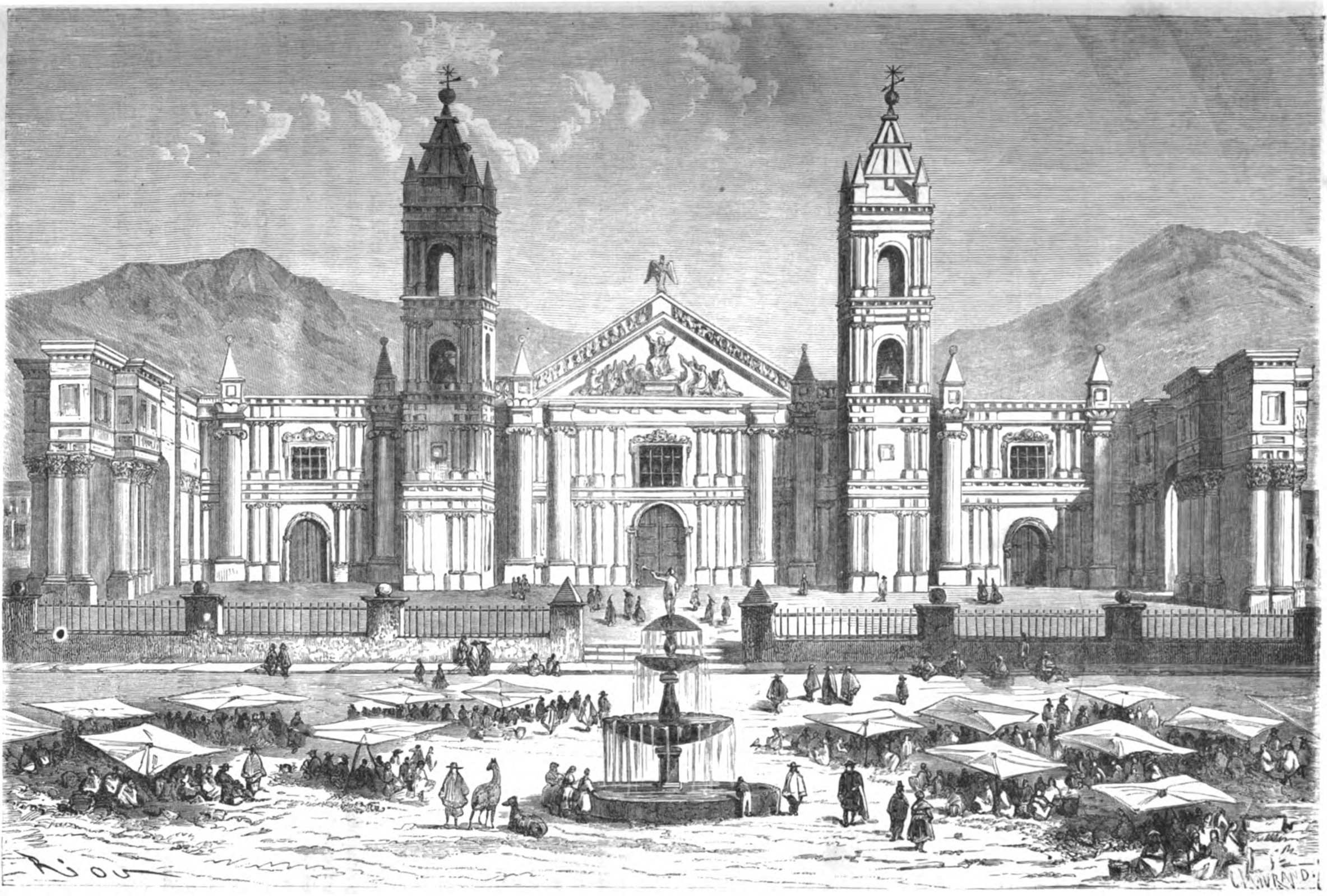
Una imagen ilustrativa de la catedral en 1852.

- 1854: se instaló el reloj de la torre, realizado en Inglaterra. También la música de órgano y 12 esculturas gigantes, de madera, de los apóstoles, todas hechas en Bélgica.
- 13 de agosto de 1868: un largo y violento terremoto destruyó varias partes de la Catedral: Las torres, parte del portal principal, algunas de las fachadas arcos, algunos altares. En los años siguientes, gracias al Obispo y La familia Goyeneche y bajo la dirección técnica de Lucas Poblete, las dos torres y la fachada de arcos fueron reconstruidos.

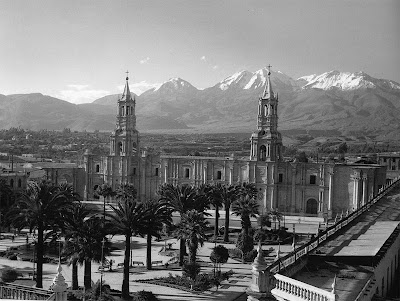
Una vista completa de la catedral y la plaza mayor, (1884).

- 1879: el púlpito, realizado en la tienda de Buisine-Rigot en Lille, Francia, fue instalado gracias al embajador del Perú en Francia, Juan Mariano de Goyeneche, conde de Guaqui. Se le ha dado a la iglesia de Javiera Lizárraga Comparet de Álvarez.
- 1950: Durante la revolución contra el gobierno de Odría, una bala impactó en el reloj de la catedral, delante del número IX. El orificio todavía permanece hasta el día de hoy.
- 23 de junio de 2001: el sur de Perú fue sacudido por un terremoto de grado 8.1 en la escala de Richter. La torre izquierda fue destruida y la torre derecha sufrió daños graves.
- 15 de agosto de 2002: en el aniversario de su fundación Juan Manuel Guillen culminó la restauración de las torres.

### La catedral de Arequipa hoy
Actualmente es una de las 70 iglesias en el mundo autorizadas a desplegar el estandarte del Vaticano.
En el 2011 se implementó el Museo de la Catedral.

## Alfred Grandidier
El naturalista y explorador francés Alfred Grandidier, expresó en 1861 que la Catedral de Arequipa "El más importante monumento construido en Hispanoamérica después de la independencia".

## Terremotos
Los terremotos de 1666, 1668, 1687, 1784 y 2001 provocaron daños de diversa consideración en la Catedral de Arequipa sin afectar seriamente su estructura. Después de cada sismo, se procedió a la reparación y reestructuración de los daños. El terremoto del año 2001 hizo que una de sus torres la izquierda colapsara completamente. Al año siguiente hubo la reinauguración de la catedral y la plaza por los daños hechos en el terremoto.